# Tetraonyx fulva
Tetraonyx fulva es una especie de coleóptero de la familia Meloidae.

## Distribución geográfica
Habita en México y Nuevo México,  Texas y     Arizona  en (Estados Unidos).